# Armia Austro-Węgier

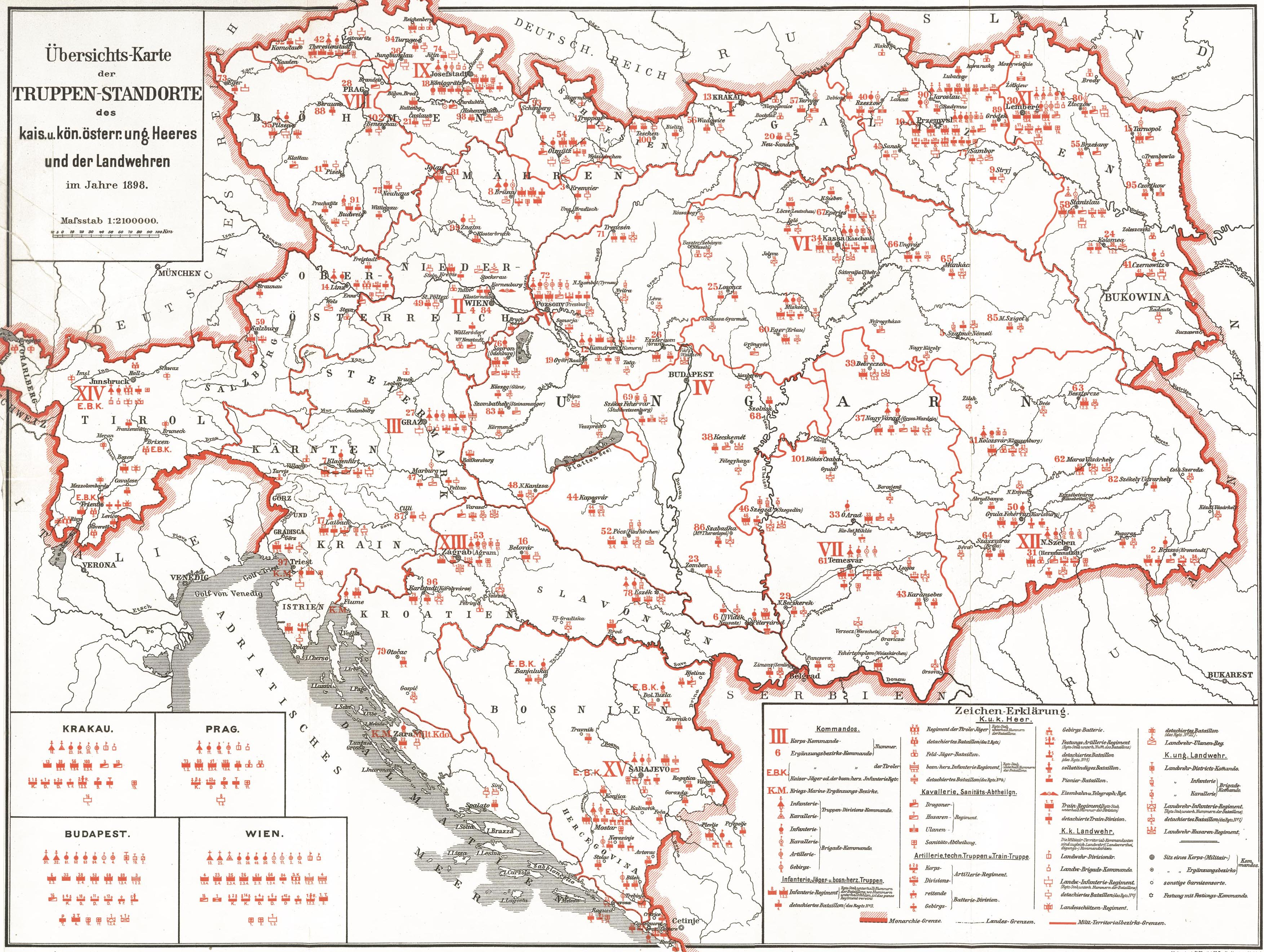
Mapa garnizonów wojskowych Monarchii Austro-Węgierskiej, 1898

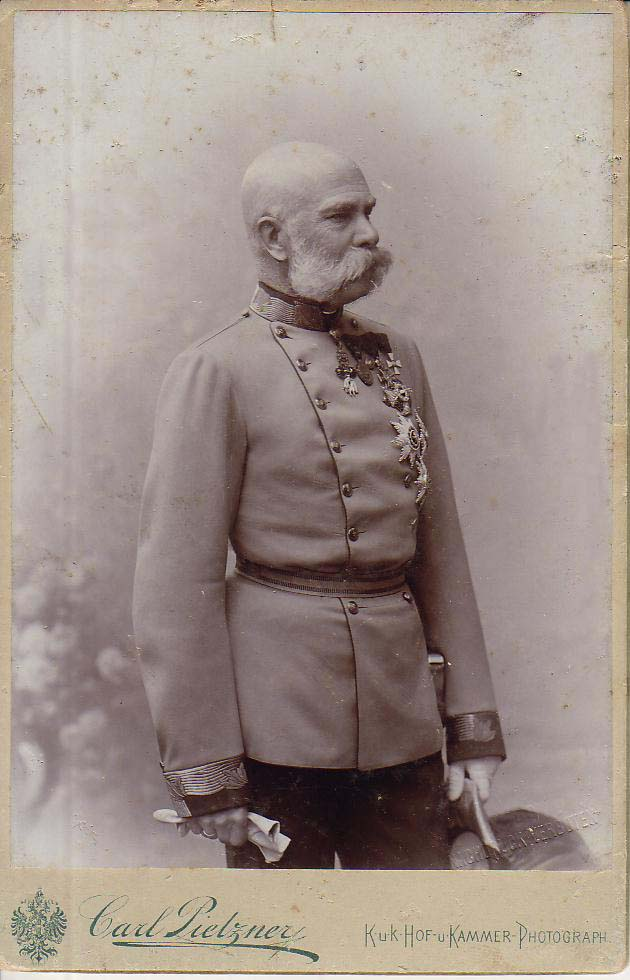
Naczelny dowódca do 1916 – cesarz Franciszek Józef I

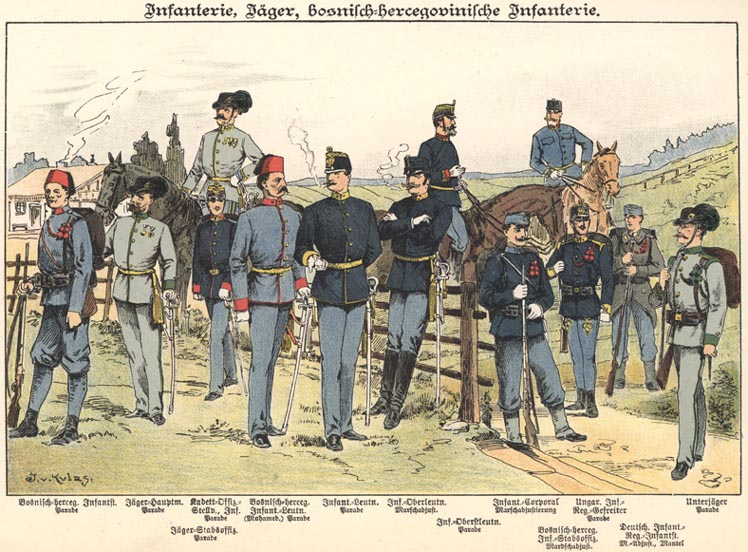
c.k piechota galicyjska i bośniacka, rok 1898

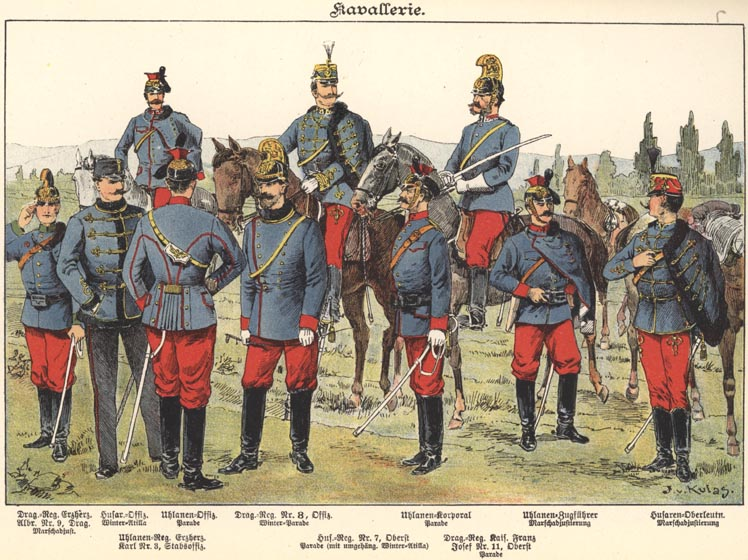
c.k. kawaleria około 1900

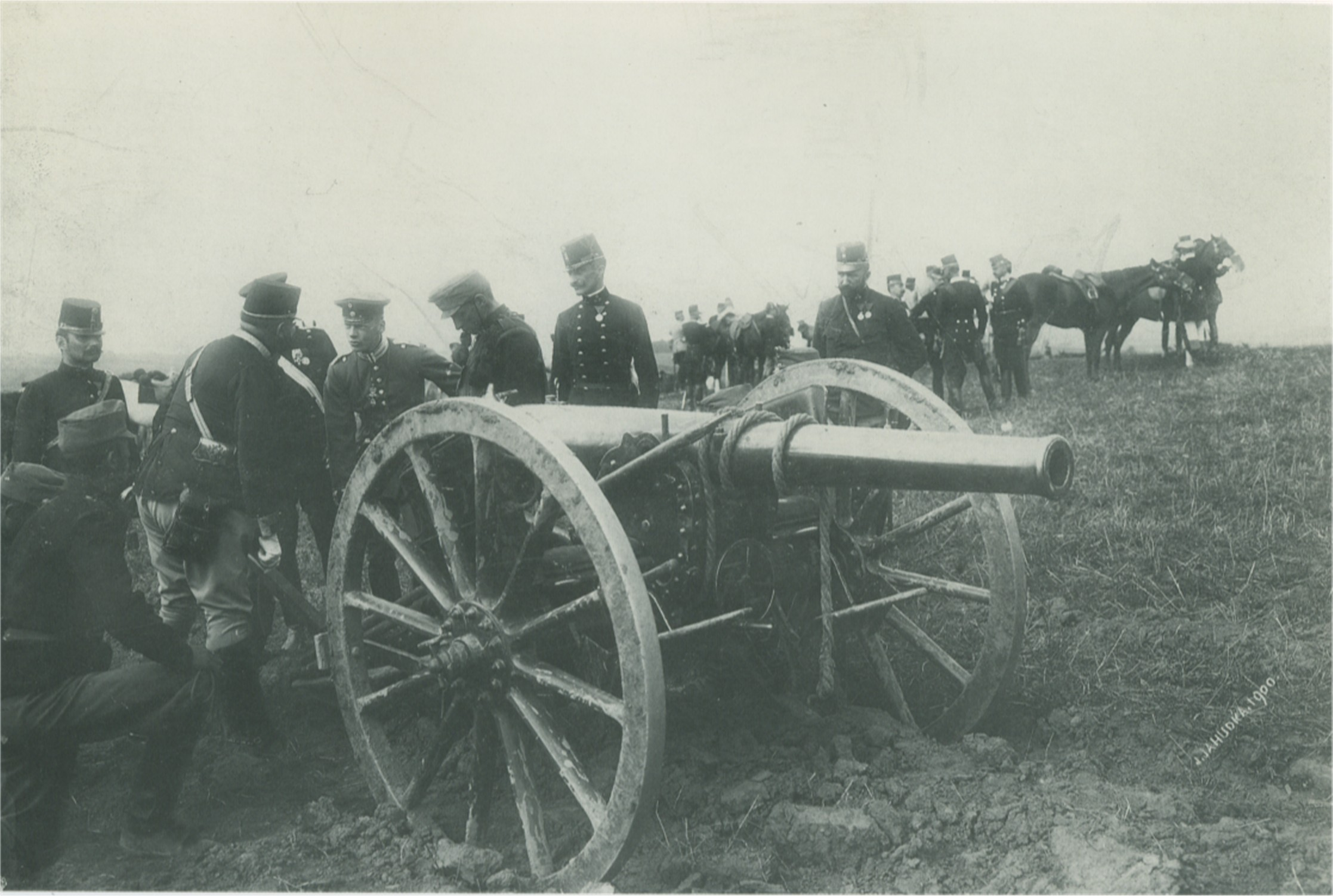
c.k. artyleria polowa około 1900

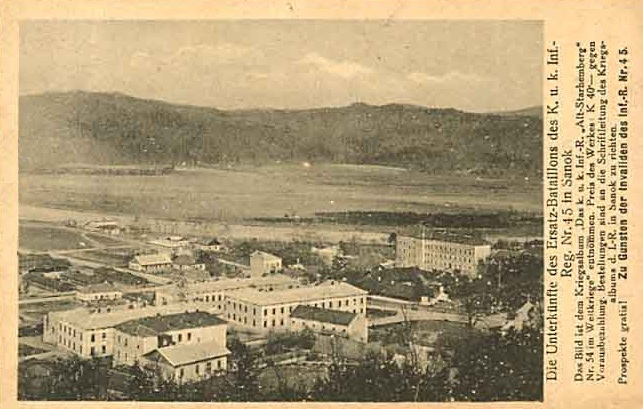
Koszary 45. pułku piechoty oraz batalionu Landwehry, widok z góry Aptekarki, Sanok, 1911-1912

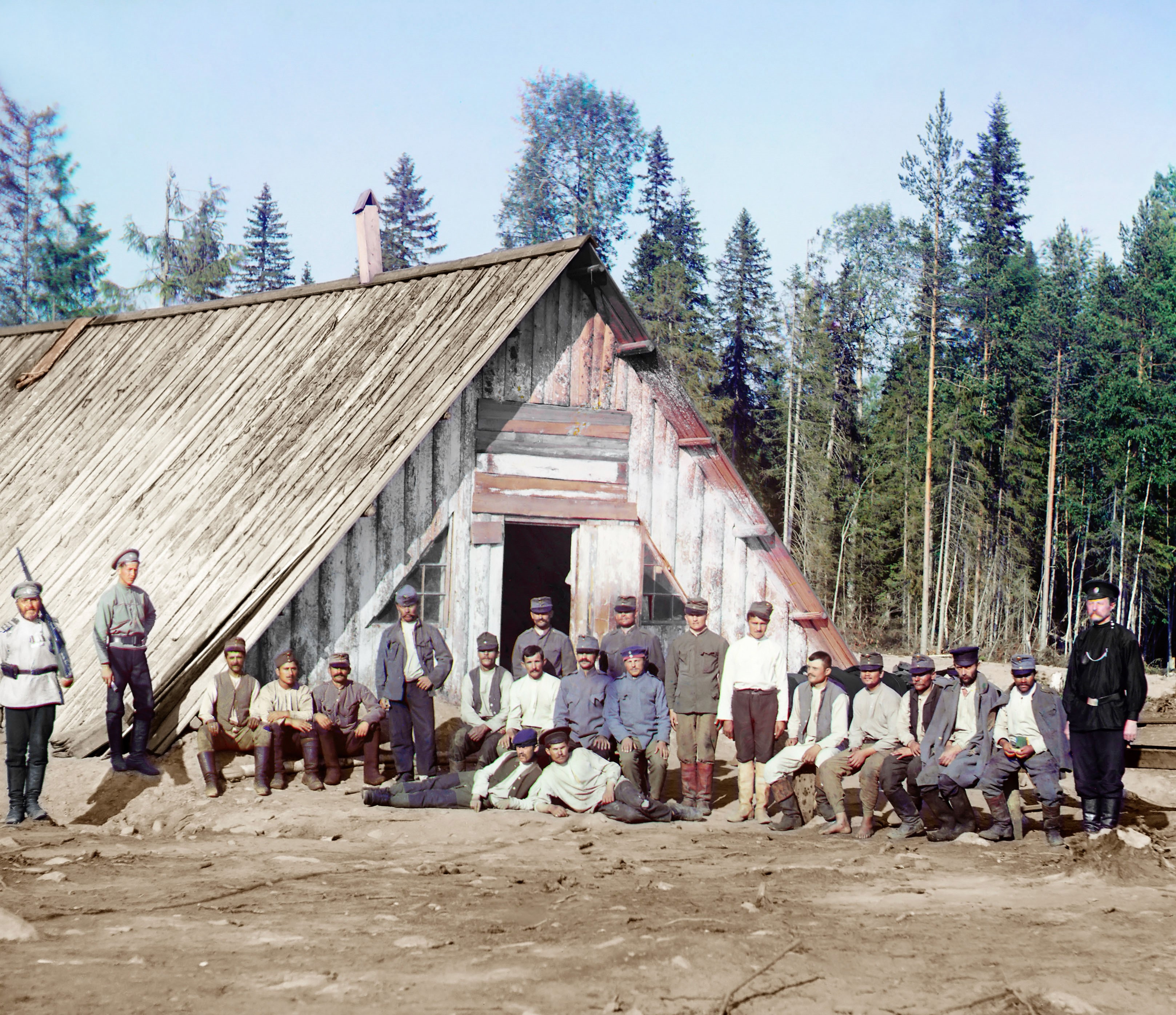
Austro-węgierscy jeńcy wojenni w Karelii w 1915

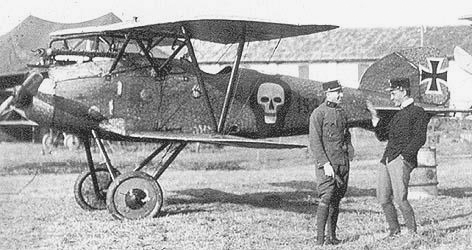
Albatros D.III kompanii lotniczej Flik 41/J należący do asa Godwina Brumowskiego

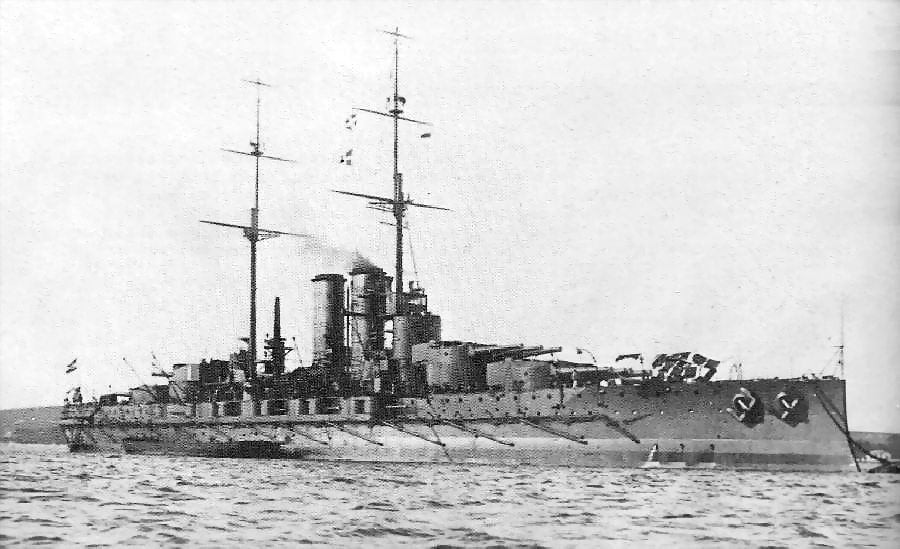
SMS „Tegetthoff”, okręt Austro-Węgierskiej Marynarki Wojennej

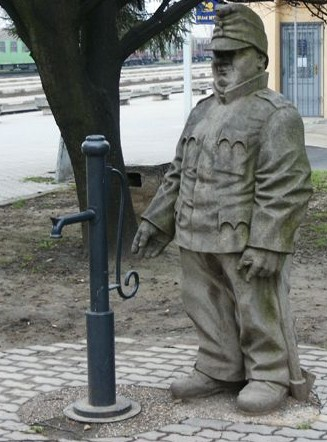
Pomnik Dobrego Wojaka Szwejka w Humenném

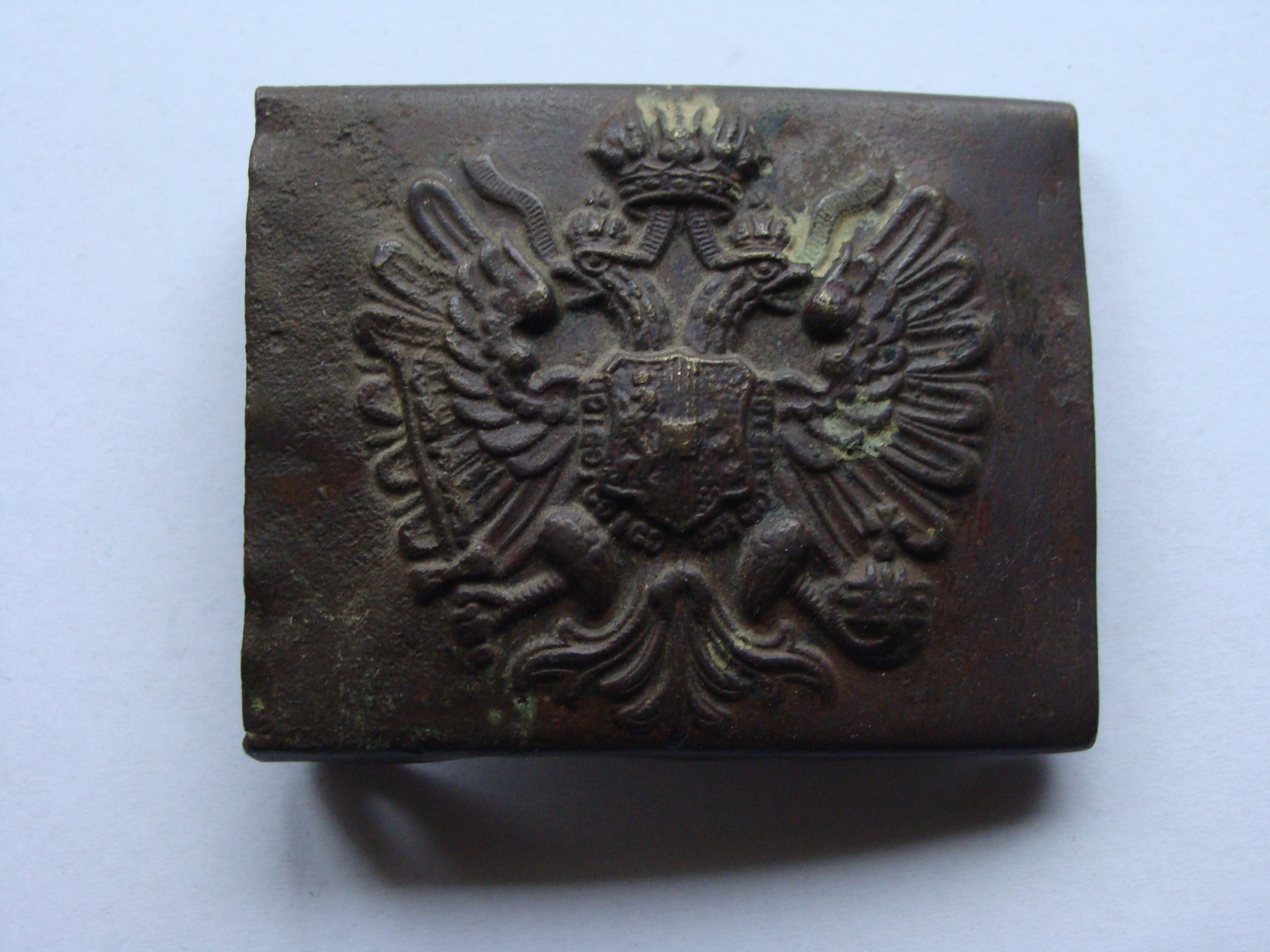
Klamra pasa głównego – Armia Austro – Węgier

Armia Austro-Węgier (albo Armia Monarchii Austro-Węgierskiej) (niem. Gemeinsame Armee, kaiserliche und königliche Armee, k.u.k. Armee, czyli cesarska i królewska Armia; do 1867 pn. kaiserlich-königliche Armee, k.k. Armee, czyli cesarsko-królewska Armia) – wspólne wojska monarchii austro-węgierskiej. Wchodziły w skład wojsk lądowych (Landstreitkräfte).
Cesarska i królewska Armia (k.u.k. Armee) miała charakter armii ogólnopaństwowej („wspólnej” dla obu części Austro-Węgier). Obok niej istniały również formalnie niezależne: cesarsko-królewska Obrona Krajowa (k.k. Landwehr) dla Przedlitawii, królewsko-węgierska Obrona Krajowa (k.u. Honvédség) dla Zalitawii oraz Landsturm (mający charakter zbliżony do pospolitego ruszenia).
Obok lądowych sił zbrojnych istniała też cesarsko-królewska Marynarka Wojenna.

## Podstawy prawne poboru
Powszechny obowiązek służby wojskowej nakładała na obywateli „Ustawa wojskowa” (Wehrgesetz), wydana w 1868 r. Określała czas trwania służby na 3 lata w linii i 7 lat w rezerwie. Dwa lata w Landwehrze służyły osoby, które odbyły wcześniej służbę w armii stałej, pozostałe osoby 12 lat. Czas służby w rezerwie uzupełniającej to 10 lat. Według nowej ustawy z 1912 roku czas służby określono w następujący sposób:
- w armii lądowej: 2 lata w służbie czynnej, 10 lat w rezerwie uzupełniającej, 3 lata w linii i 7 lat w kawalerii i artylerii konnej;
- w marynarce wojennej: 4 lata w linii, 5 lat w rezerwie i 3 lata w obronie morskiej;
- w rezerwie uzupełniającej: 12 lat.

Poborem objęci byli mężczyźni między 19. a 50. rokiem życia, a w węgierskiej części do 55. roku życia.
W Austro-Węgrzech jeden żołnierz przypadał na 128 obywateli, podczas gdy we Francji - jeden na 65, a w Niemczech - jeden na 98. Zmobilizowana armia liczyła ok. 1,8 mln żołnierzy - dla porównania armia Rzeszy ok. 2,4 mln, a Rosji ok. 3,4 mln.
Poborowi kierowani byli zwykle do jednostek odległych od miejsc zamieszkania: na Bukowinę kierowano Polaków, Włochów i Niemców, do Tyrolu Ukraińców i Słowaków, do Lwowa Rumunów i Czechów.

## Struktura organizacyjna
W chwili wybuchu I wojny światowej całe terytorium Austro-Węgier było podzielone na 16 okręgów wojskowych, w których w lipcu i sierpniu 1914 zmobilizowano dowództwa 6 armii 18 korpusów (korpusy I-XVII i jedna Grupa Armijna), 50 dywizji piechoty, 19 brygad piechoty (poza składem dywizji), 5 brygad górskich (pozadywizyjnych), 14 brygad marszowych, 5 brygad pospolitego ruszenia i 11 dywizji kawalerii. We wrześniu 1914 powołano kolejnych 26 brygad pospolitego ruszenia.
W skład każdego zmobilizowanego korpusu wchodziły zazwyczaj dwie liniowe dywizje piechoty i jedna dywizja obrony krajowej (Landwehry lub Honvedu). Artylerię korpusu stanowił dwubateryjny dywizjon artylerii ciężkiej – 150 mm haubic z 8 działami. W skład korpusu wchodziły też: batalion saperów, oddziały łączności, kolumna drutów kolczastych oraz służby.
Dywizja piechoty składała się z 2 brygad piechoty, po 2 pułki każda; artylerii dywizyjnej, złożonej z 1 pułku armat 77 mm po 5 baterii i 1 dywizjonu haubic 104 mm po 2 baterie; 1 dywizjonu rozpoznawczego (2-3 szwadrony kawalerii); oddziału łączności; oddziału sanitarnego; parku amunicyjnego; kolumny zaopatrzeniowej; piekarni oraz taborów.
Dywizja kawalerii składała się również z 2 brygad po 2 pułki. Pułk kawalerii liczył 6 szwadronów. Każda dywizja kawalerii dysponowała dywizjonem artylerii konnej i pododdziałami karabinów maszynowych.
Podstawową jednostką terytorialną podległą Ministerstwu Wojny były Okręgi Komendy Korpusu – w 1914 było ich 16.
Najniższy szczebel terytorialnej organizacji wojska stanowiło 114 wojskowych okręgów uzupełnień. Spośród nich 102 były podporządkowane pułkom piechoty armii wspólnej, a po 4 należały do: jednostek bośniacko-hercegowińskich, pułków tyrolskich strzelców cesarskich oraz marynarki wojennej.
Austriacka artyleria liczyła około 2600 dział. Wydatki na armię stanowiły stale ok. 16% budżetu państwa.

## Wojska łączności
Wojska łączności, poza jednostkami wchodzącymi w skład dywizji piechoty i kawalerii oraz korpusów, składały się z batalionów telegraficznych na szczeblu armii i naczelnego dowództwa i z batalionów specjalnych. Łączność radiowa dopiero zaczynała się rozwijać; całe siły zbrojne dysponowały 11 radiostacjami.

## K.u.k. Luftfahrtruppen– wojska lotnicze
Wojska lotnicze, podobnie jak wojska łączności, stawiały dopiero pierwsze kroki. Pierwsze jednostki lotnicze zaczęto tworzyć w 1909. W 1914 istniały: jeden oddział sterowców wraz z obsługą techniczną, 15 kompanii lotniczych (Fliegerkompagnie, Flik) oraz jedna kompania i 12 oddziałów balonowych. Kompanie lotnicze liczyły po 106 ludzi i dysponowały łącznie 84 samolotami, których używano przede wszystkim do celów rozpoznania.

## Wywiad
Centralę służby wywiadowczej stanowiło Biuro Ewidencyjne (Evidenzbüro) Sztabu Generalnego w Wiedniu. Sam wywiad podlegał wydzielonej Grupie Wywiadu (Kundschafts-gruppe) w Biurze Ewidencyjnym.
Przy każdym dowództwie korpusu istniał Główny Ośrodek Wywiadowczy (Hauptkundschaftstelle – w skrócie HK-Stelle). Zwierzchnikiem z urzędu był szef sztabu korpusu. Na czele każdego ośrodka stał szef, którym był zazwyczaj oficer Sztabu Generalnego. W skład ośrodka wchodziło dwóch lub więcej oficerów; ponadto do współpracy przydzielano im funkcjonariuszy policji, żandarmerii, Straży Skarbowej, prokuratury oraz sędziego śledczego.
Na szczeblu powiatowym, w miarę potrzeby, szczególnie w rejonach przygranicznych, tworzone były ośrodki wywiadowcze niższego rzędu (K-Stelle).
Po wybuchu wojny utworzony został przy Naczelnym Dowództwie Armii (AOK) Oddział Informacyjny (Nachrichtenabteilung), któremu podlegały oddziały informacyjne przy dowództwach poszczególnych armii (Armeekommando) i grup operacyjnych (Armeegruppekommando). Przy niższych związkach taktycznych istniały oddziały zwiadowcze (Nachrichtendetachement).

## Szkoły wojskowe
W czasie pokoju armia dysponowała 24 tysiącami oficerów, będących absolwentami trzech Wyższych Szkół Wojskowych:
- Terezjańskiej Akademii Wojskowej (Theresianische Militärakademie) w Wiener Neustadt
- Wojskowej Akademii Technicznej (Technische Militärakademie) w Mödling
- Akademii Wojskowej Cesarzowej Ludwiki (Lodoviceum, Honvedakademia) w Budapeszcie

Aby dostać się do Akademii, należało albo zdać maturę, albo ukończyć Szkołę Kadetów Piechoty (takich szkół było 15), Szkołę Kadetów Kawalerii w Hranicach, Szkołę Kadetów Artylerii, albo też Szkołę Kadetów Wojsk Technicznych.

## Działania zbrojne
- od 1867 – w wyniku klęski w wojnie z Prusami nastąpiły reformy państwowe. Powstała dualistyczna monarchia Austrii i Węgier.
- 1878 – w toku wojny rosyjsko-tureckiej Austria rozpoczęła zbrojną okupację Bośni i Hercegowiny.
- 1908 – miała miejsce aneksja Bośni i Hercegowiny.
- 1914 – Austro-Węgry przystąpiły do wojny światowej po stronie Niemiec. Okupowały tereny Królestwa Polskiego, gdzie ustanowione zostało m.in. Generalne Gubernatorstwo Lubelskie ze stolicą w Lublinie.

## Rozwiązywanie problemów językowych
Każdy pułk miał na stałe przypisany okręg uzupełnień. Było to rozwiązanie praktyczne, ze względu na występowanie wielu narodowości. Językiem służbowym był zawsze niemiecki, poza tym obowiązywał węgierski w formacjach Honvedu oraz chorwacki w VI dystrykcie Honwedów. Regulaminy wojskowe drukowano w 3 powyższych językach, a w wersji skróconej w jeszcze kilku innych.
Oprócz tego istniał termin „język pułkowy” (Regimentsprache). Była to mieszanina różnych języków, w której prowadzono szkolenie żołnierzy, i która musiała być znana – przynajmniej częściowo – oficerom i podoficerom (każdy oficer zobowiązany był do jego poznania w ciągu 3 lat od promocji). Językiem pułkowym mógł stać się język, którym mówiło co najmniej 20% żołnierzy, przy tym musiał to być jeden z 10 oficjalnych języków monarchii. W 1910 132 jednostki były jednojęzyczne, 144 dwujęzyczne i 19 trójjęzycznych.

## Stopnie wojskowe
| Piechota | Kawaleria                                                     | Artyleria                                           | Strzelcy polni                 | Patki kołnierzowe | Insygnia Strzelców Górskich |
| --- | ------------------------------------------------------------- | --------------------------------------------------- | ------------------------------ | ----------------- | --------------------------- |
| Korpus szeregowych                                                                                              |                                                               |                                                     |                                |                   |                             |
| Infanterist / Honvéd (węg.) (Szeregowy)                                                                         | Dragoner Husar Uhlan                                          | Kanonier                                            | Jäger                          |                   |                             |
| Gefreiter / Őrvezető (węg.) (Starszy szeregowy)                                                                 | Gefreiter                                                     | Vormeister Főtűzer                                  | Patrouillenführer Járőrvezető  |                   |                             |
| Korpus podoficerów                                                                                              |                                                               |                                                     |                                |                   |                             |
| Korporal / Tizedes (węg.) / Desátník (cz.) (Kapral)                                                             | Korporal                                                      | Geschütz-Vormeister                                 | Unterjäger                     |                   |                             |
| Zugsführer / Szakaszvezető (węg.) (Plutonowy)                                                                   | Zugsführer                                                    | Zugsführer                                          | Zugsführer                     |                   |                             |
| Feldwebel / Őrmester (węg.) (Sierżant)                                                                          | Wachtmeister                                                  | Feuerwerker                                         | Oberjäger                      |                   |                             |
| Kadett-Feldwebel (Kadett) / Kadétőrmester (węg.) (Hadapród) (Sierżant-podchorąży, od 1908 Kadet)                | Kadett-Wachtmeister (Kadett)                                  | Kadett-Feuerwerker (Kadett)                         | Kadett-Oberjäger (Kadett)      |                   |                             |
| Stabsfeldwebel / Törzsőrmester (węg.) (Starszy sierżant – oznaki do 1914)                                       | Stabswachtmeister                                             | Stabsfeuerwerker                                    | Stabsoberjäger                 |                   |                             |
| Stabsfeldwebel / Törzsőrmester (węg.) (Starszy sierżant – oznaki po 1914)                                       | Stabswachtmeister                                             | Stabsfeuerwerker                                    | Stabsoberjäger                 |                   |                             |
| Offiziersstellvertreter (od 6 czerwca 1915) / Tiszthelyettes (węg.) (brak odpowiednika, dosł. zastępca oficera) | Offiziersstellvertreter                                       | Offiziersstellvertreter                             | Offiziersstellvertreter        |                   |                             |
| Kadett-Offiziersstellvertreter Hadapród-Tiszthelyettes (węg.) (Podchorąży) (stopień nadawany do 1908 r.)        | Kadett-Offiziersstellvertreter                                | Kadett-Offiziersstellvertreter                      | Kadett-Offiziersstellvertreter |                   |                             |
| Fähnrich / Zászlós (węg.) (Chorąży) (od 1908 – zastąpił podchorążych)                                           | Fähnrich                                                      | Fähnrich                                            | Fähnrich                       |                   |                             |
| Korpus oficerów                                                                                                 |                                                               |                                                     |                                |                   |                             |
| Leutnant / Hadnagy (węg.) (Podporucznik)                                                                        | Leutnant                                                      | Leutnant                                            | Leutnant                       |                   |                             |
| Oberleutnant / Főhadnagy (węg.) (Porucznik)                                                                     | Oberleutnant                                                  | Oberleutnant                                        | Oberleutnant                   |                   |                             |
| Hauptmann / Százados (węg.) (Kapitan)                                                                           | Rittmeister                                                   | Hauptmann                                           | Hauptmann                      |                   |                             |
| Major / Őrnagy (węg.) (Major)                                                                                   | Major                                                         | Major                                               | Major                          |                   |                             |
| Oberstleutnant / Alezredes (węg.) (Podpułkownik)                                                                | Oberstleutnant                                                | Oberstleutnant                                      | Oberstleutnant                 |                   |                             |
| Oberst / Ezredes (węg.) (Pułkownik)                                                                             | Oberst                                                        | Oberst                                              | Oberst                         |                   |                             |
| Generałowie |                                                               |                                                     |                                |                   |                             |
| Generalmajor / Vezérőrnagy (węg.) (Generał brygady)                                                             |                                                               |                                                     |                                |                   |                             |
| Feldmarschalleutnant / Altábornagy (węg.) (Generał dywizji)                                                     |                                                               |                                                     |                                |                   |                             |
| General der Infanterie Gyalogsági tábornok (węg.) (Generał piechoty)                                            | General der Kavallerie Lovassági tábornok (Generał kawalerii) | Feldzeugmeister / Táborszernagy (Generał artylerii) |                                |                   |                             |
| Generaloberst / Vezérezredes (węg.) (Generał armii) (od 1915)                                                   |                                                               |                                                     |                                |                   |                             |
| Feldmarschall / Tábornagy (węg.) (Marszałek polny)                                                              |                                                               |                                                     |                                |                   |                             |

## Niektóre mundury

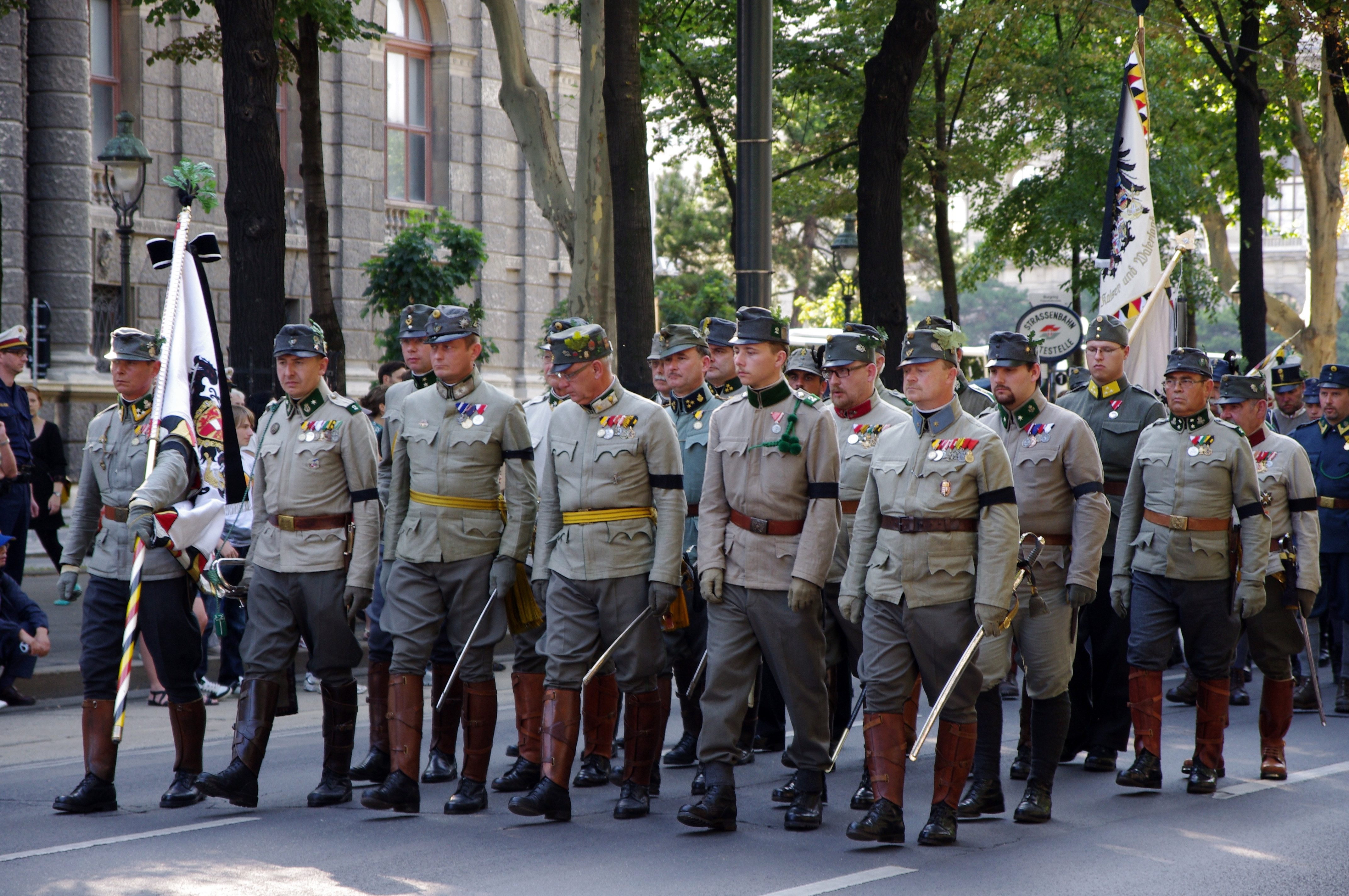
Rekonstruktorzy armii austro-węgierskiej podczas pogrzebu Ottona von Habsburga

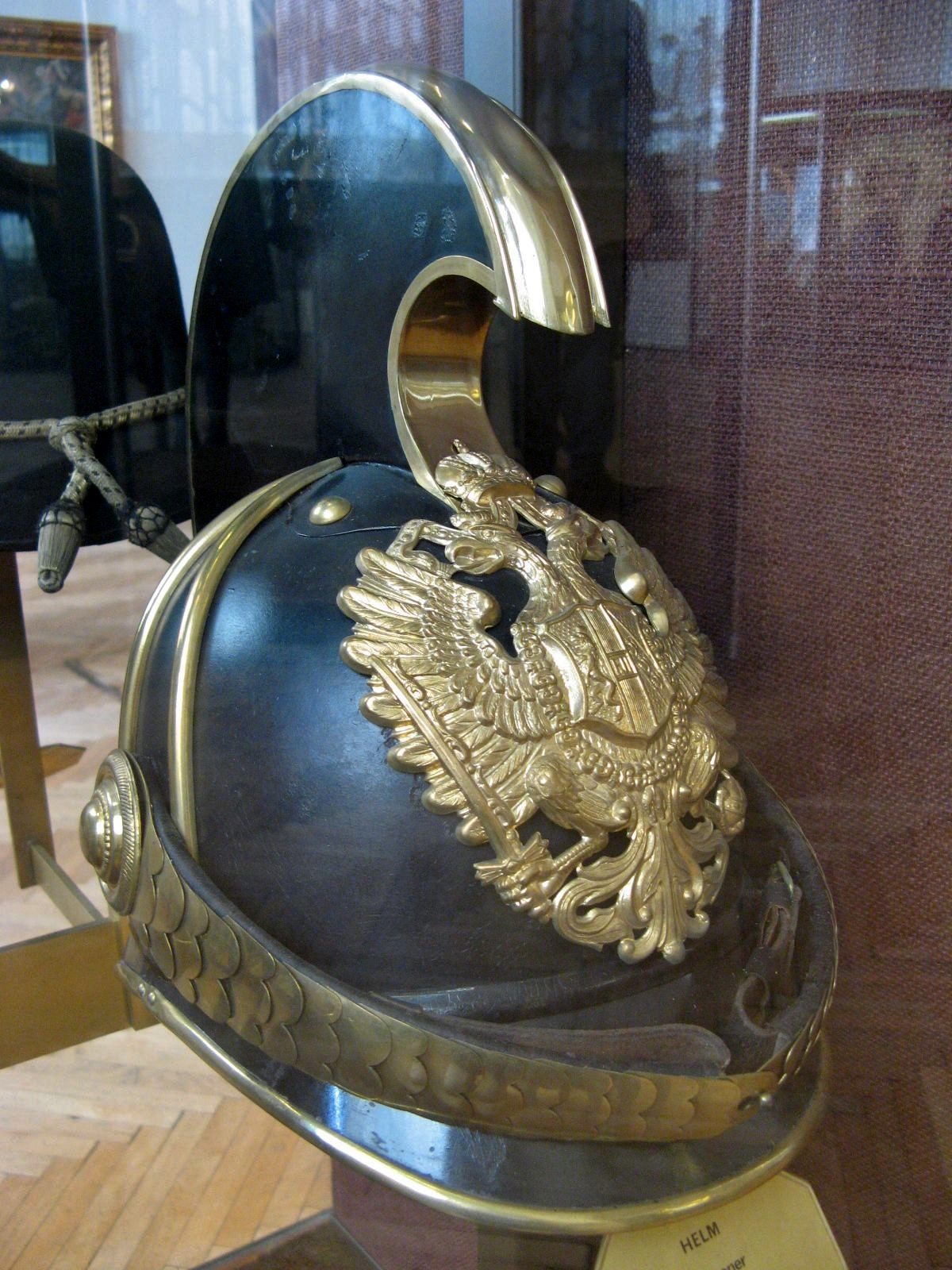
Hełm austro-węgierskiego dragona

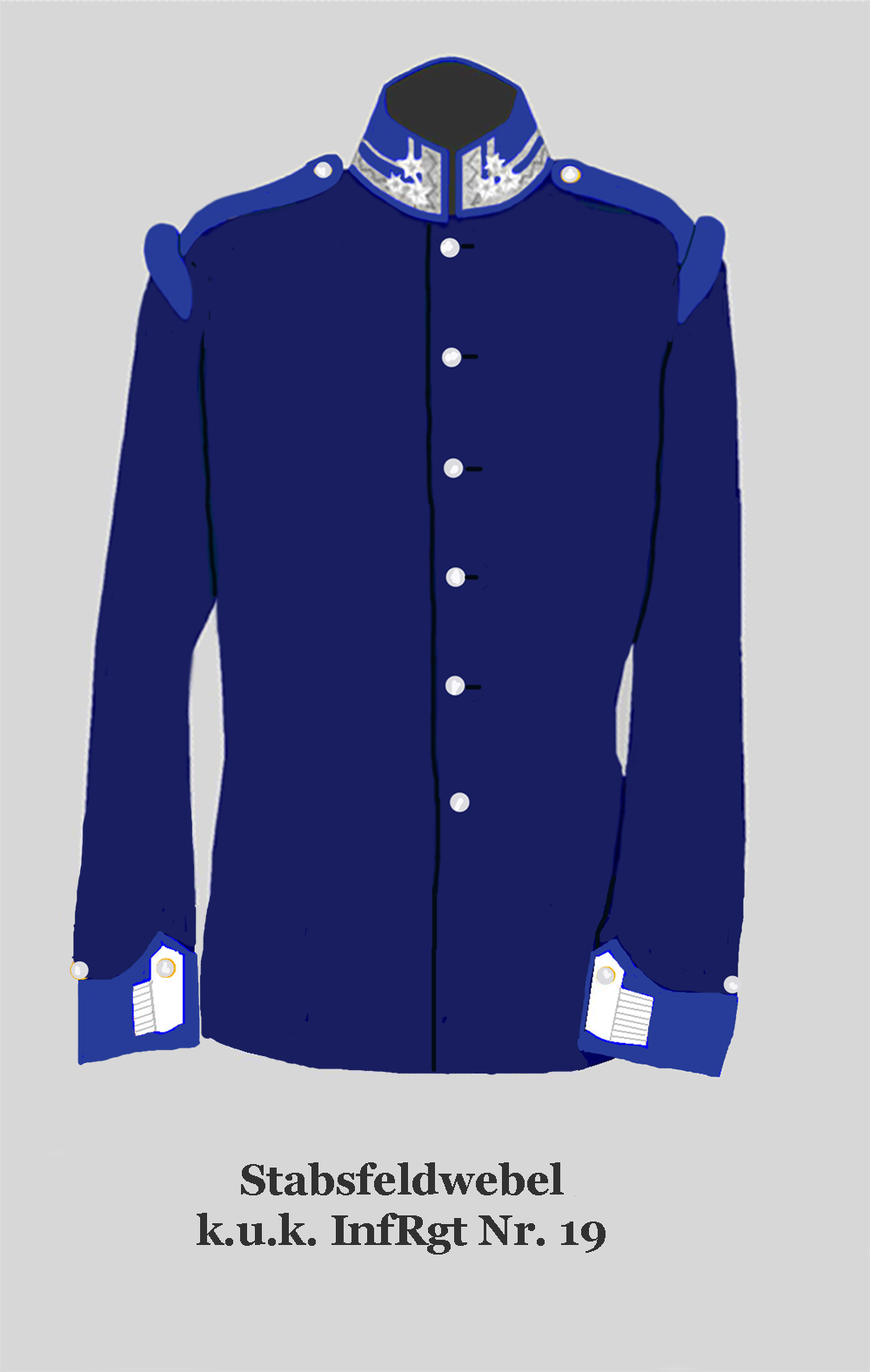
Węg. Infanterie Rgt. 32
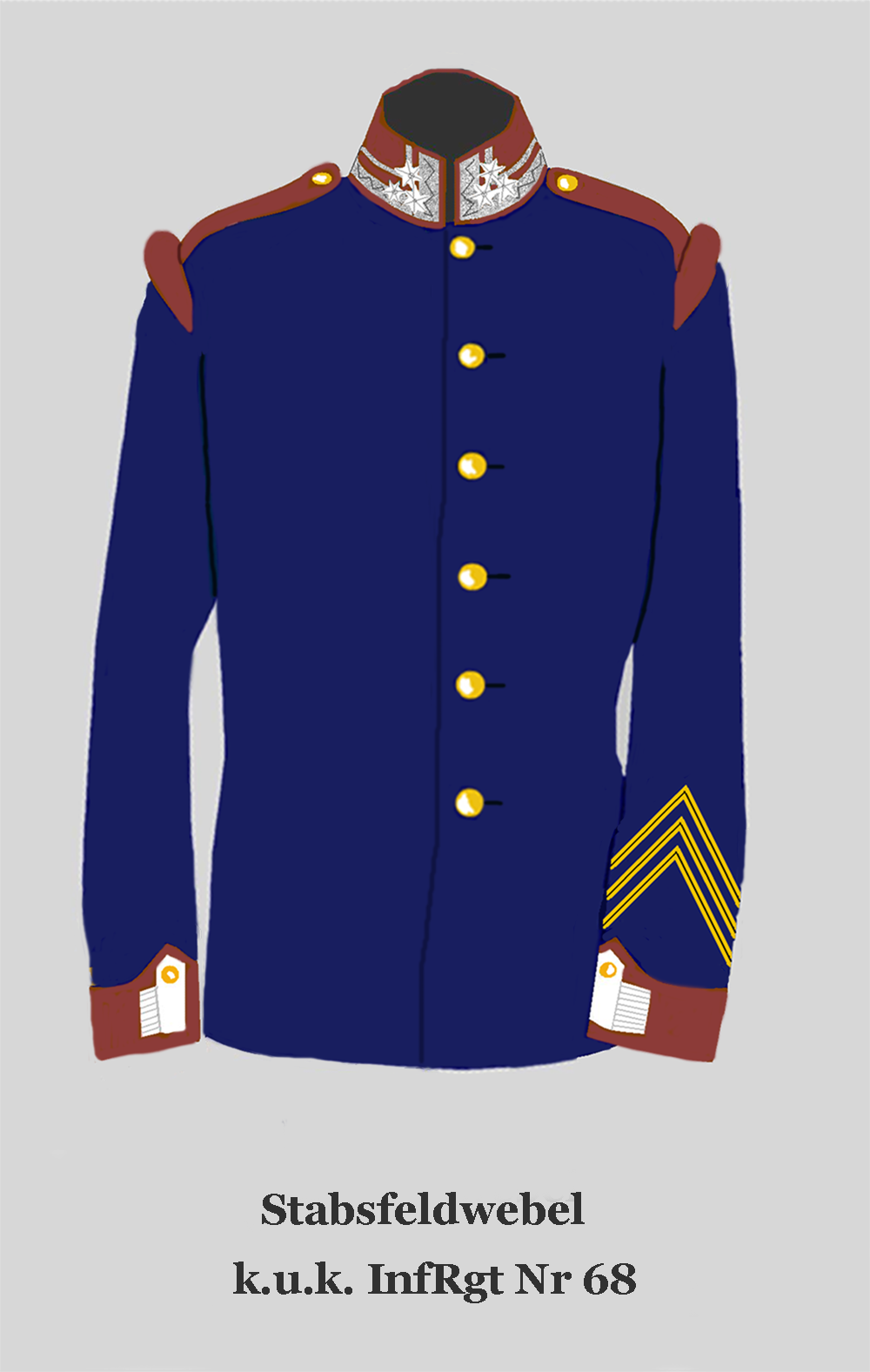
Węg. Infanterie Rgt. 68
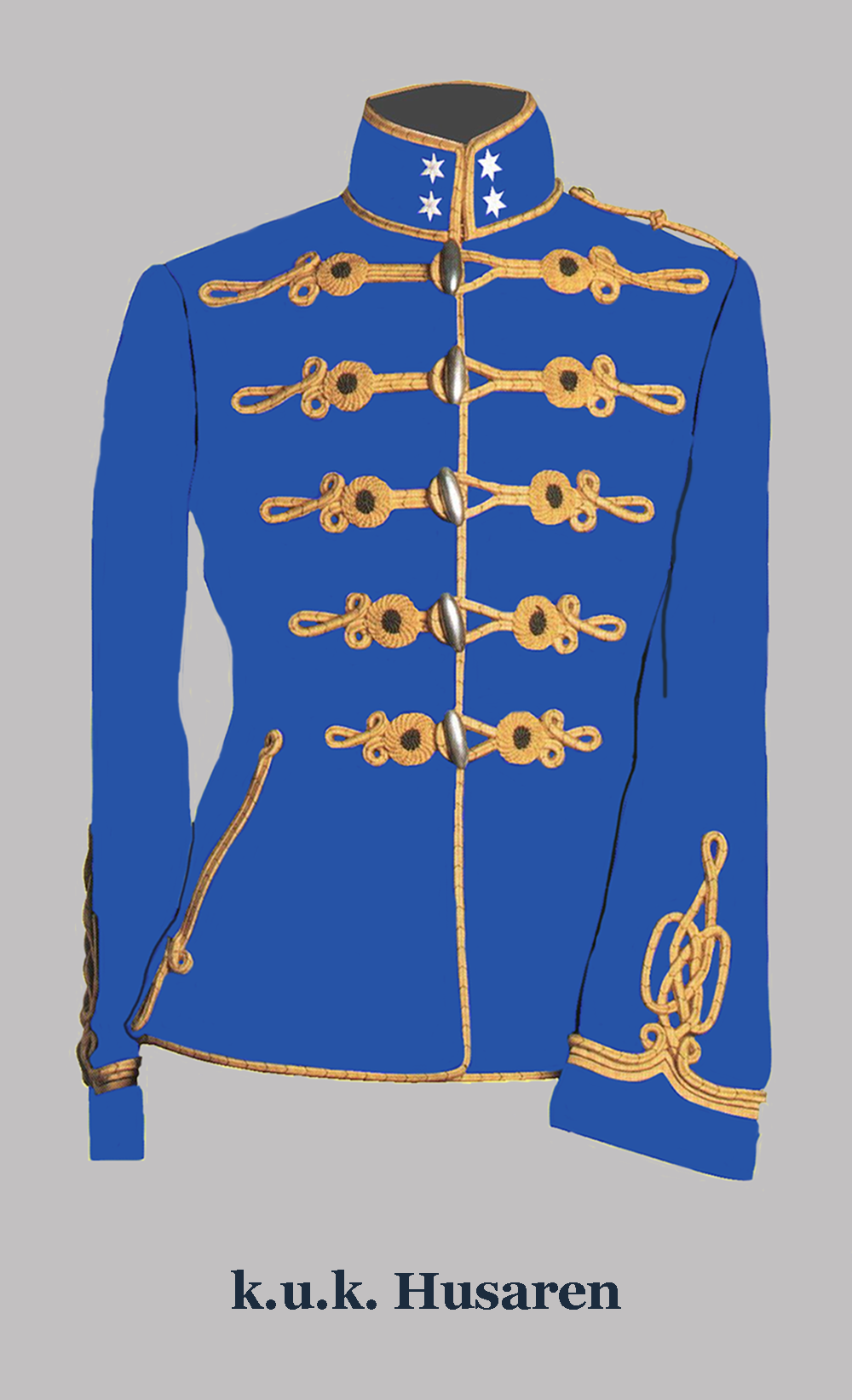
Mundur kaprala huzarów
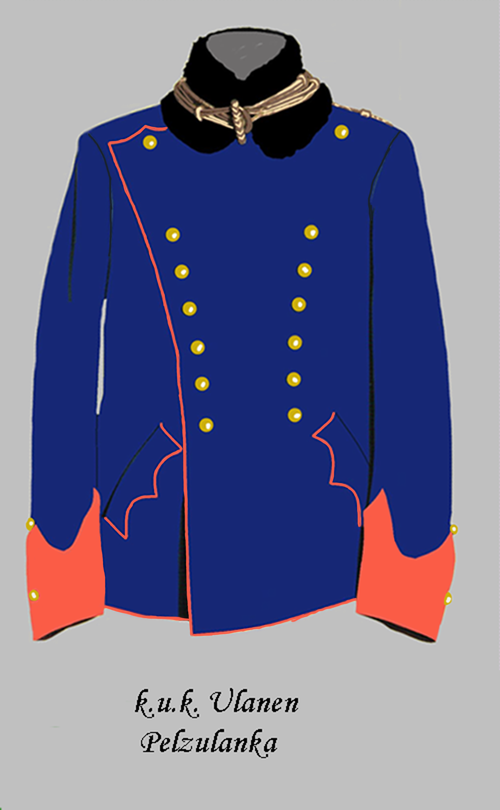
Mundur ułański

## Opinie
Praktycznie w całej monarchii żołnierzy „uważano za swoich i jako swoich traktowano”. Mieszkańcy Lwowa „nawet lubili to wojsko” – nikomu nic złego nie robiło, a ładnie grało (...), czy to wracając z koszar ulicami śródmieścia, czy w lokalach na zabawie, na ślizgawce, na wielkim Festynie, czy 17 sierpnia wieczorem podczas fakelzugu w przeddzień urodzin najmiłościwiej panującego monarchy”. Wojsko przynosiło awans cywilizacyjny żołnierzy, a w przypadku garnizonów (np. Krakowa) – stawało się motorem modernizacyjnym miast i miasteczek.

### Literatura polskojęzyczna
- Tomasz Nowakowski Armia Austro-Węgierska 1908-1918, Warszawa: Feniks 1992, ISBN 83-900217-4-9.

### Literatura niemieckojęzyczna
- Heinz von Lichem: Spielhahnstoß und Edelweiß – die Friedens- und Kriegsgeschichte der Tiroler Hochgebirgstruppe „Die Kaiserschützen” von ihren Anfängen bis 1918. Stocker Verlag, Graz 1977. ISBN 3-7020-0260-X.
- Heinz von Lichem: Der Tiroler Hochgebirgskrieg 1915–1918. Steiger Verlag, Berwang (Tirol) 1985. ISBN 3-85423-052-4.
- Anton Graf Bossi Fedregotti: Kaiserjäger – Ruhm und Ende: nach dem Kriegstagebuch des Oberst von Cordier. Stocker Verlag, Graz 1977. ISBN 3-7020-0263-4.
- Carl Freiherr von Bardolff: Soldat im alten Österreich – Erinnerungen aus meinem Leben. Diederichs Verlag, Jena 1938.
- Allmeyer-Beck/Lessing: Die K.u.K. Armee 1848–1918. Bertelsmann Verlag, München 1974.
- Oskar Brüch, Günter Dirrheimer: Schriften des Heeresgeschichtlichen Museums in Wien. Militärwissenschaftliches Institut: Band 10, Das k.u.k. Heer 1895. Stocker Verlag, Graz 1997. ISBN 3-7020-0783-0.
- Rest-Ortner-Ilmig: Des Kaisers Rock im 1. Weltkrieg – Uniformierung und Ausrüstung der österreichisch-ungarischen Armee von 1914 bis 1918. Verlag Militaria, Wien 2002. ISBN 3-9501642-0-0.